# Saint-Savin, Isère
Saint-Savin är en kommun i departementet Isère i regionen Auvergne-Rhône-Alpes i sydöstra Frankrike. Kommunen ligger i kantonen Bourgoin-Jallieu-Nord som tillhör arrondissementet La Tour-du-Pin. År 2022 hade Saint-Savin 4 297 invånare.

## Befolkningsutveckling
Antalet invånare i kommunen Saint-Savin
Referens:INSEE